# Rio Pite
Pite (em sueco: Piteälven,   pronúncia ou Pite älv,   pronúncia) é um rio da Norlândia, na Suécia. Nasce na Lapônia, atravessa Norrbotten, e deságua no Mar Báltico, perto da cidade de Piteå. Tem extensão de 400 quilômetros. É um dos quatro grandes rios selvagens - sem barragens hidrelétricas - da região da Norlândia.